# فكر لتصبح غنيا
تمت كتابة كتاب فكر لتصبح غنيامن قبل نابليون هيل في عام 1937 وتم الترويج له باعتباره كتابًا عن التنمية الشخصية وتحسين الذات. ادعى أنه مستوحى من اقتراح رجل الأعمال وفاعل الخير لاحقًا أندرو كارنيجي.
نُشر الكتاب للمرة الأولى خلال فترة الكساد الكبير،  وقد بيع من الكتاب أكثر من 15 مليون نسخة 
لا يزال نابليون هيل أكبر بائع لكتبه. صنفته مجلة اسبوع العمل في قائمة أفضل الكتب مبيعًا في المرتبة السادسة من بين أفضل كتاب للأعمال الورقية مبيعًا بعد 70 عامًا من نشره. تم إدراج كتاب فكر لتصبح غنيا في قائمة كتب جون سي ماكسويل «يجب أن تقرأ» مدى الحياة. 
بينما أن عنوان الكتاب والكثير من الكتابات تهتم بزيادة الدخل، يصر المؤلف على أن فلسفته تستطيع أن تساعد الناس على النجاح في أي نطاق من مجالات العمل، والقيام وفعل أي شيء يمكنهم تخيله.

## المحتوى
يستند كتاب فكرلتصبح غنيا إلى عمل هيل السابق «قانون النجاح» ، الذي يُقال إنه نتيجة لأكثر من عشرين عامًا من الدراسة للعديد من الأفراد الذين جمعوا ثروات شخصية. 
درس هيل عاداتهم ورسم حوالي 16 «قانون» يمكن تطبيقه لتحقيق النجاح. فكر لتصبح غنيا يلخصهم ويزود القارئ بـ 13 مبدأً في شكل «فلسفة الإنجاز».  يؤكد الكتاب أن الرغبة والإيمان والإصرار يمكن أن تدفع الشخص إلى مستويات عظيمة إذا كان بإمكان المرء كبح الأفكار السلبية والتركيزعلى الأهداف طويلة المدى.
المبادئ الأربعة عشر المدرجة في الكتاب هي:
1. الأفكار أشياء
2. رغبة
3. الإيمان
4. الإيحاء الذاتي
5. معرفة تخصصية
6. خيال
7. التخطيط المنظم
8. القرار
9. إصرار
10. قوة سيد العقل
11. سر التحول الجنسي
12. العقل الباطن
13. الدماغ
14. الحاسة السادسة

هناك العديد من الدورات التدريبية التي انشئت من محتوى ومبادئ فكر لتصبح غنيا. شارك إيرل نايتنجيل مع نابليون هيل في تأليف ملخص صوتي للكتاب مدته 30 دقيقة بعنوان «فكر واكتسب ثراءً: المحفز الفوري».

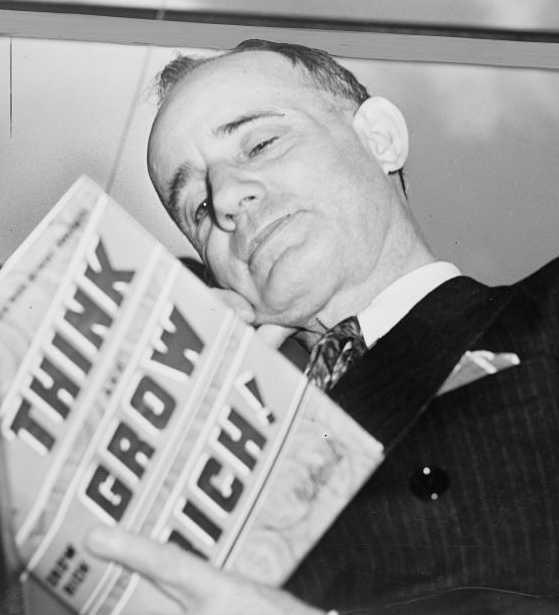
نابليون هيل يحمل كتابه فكر وازرع الثراء